# Église Santo Tomás de Villanueva
L'église de Miagao, également connue comme l'église Santo Tomás de Villanueva, est une église des Philippines située dans la ville de Miagao dans la province d'Iloílo. 
Elle est l'une de quatre églises philippines datant de la période coloniale espagnole classées en 1993 au patrimoine mondial par l'UNESCO, sous le nom collectif de « Églises baroques des Philippines »

## Historique

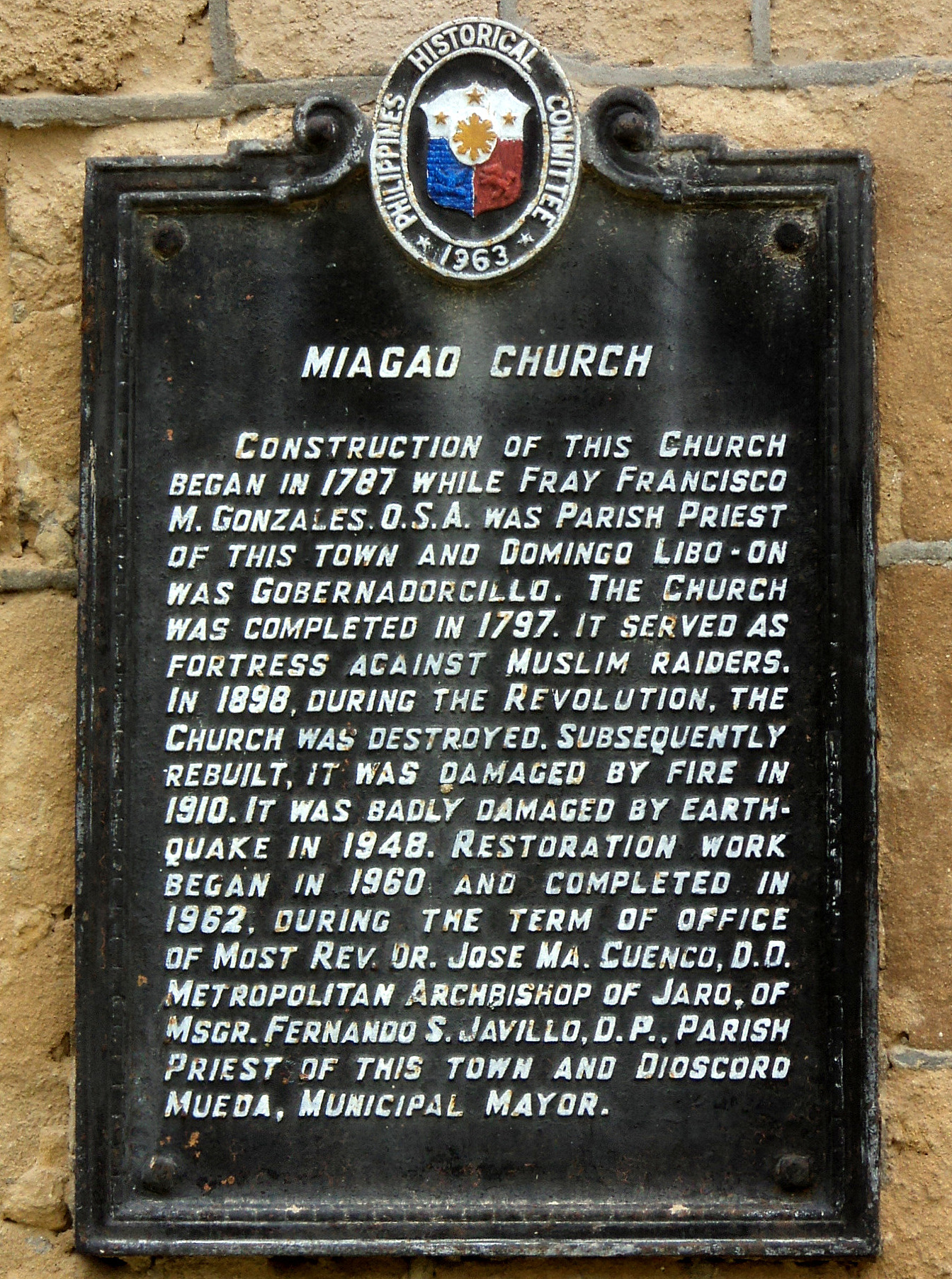
Stèle décrivant l'historique de l'église.

Miagao était à l'origine une visita d'Oton jusqu'en 1580, Tigbauan jusqu'en 1592, San Joaquin jusqu'en 1703 et Guimbal jusqu'en 1731. Elle devint une paroisse indépendante des Augustins en 1731, sous le vocable de Santo Tomás de Villanueva. Une église et un couvent furent alors construits près de la mer. 
À la suite d'attaques des Moros en 1741 et 1754 la ville fut déplacée dans un lieu moins exposé. Une nouvelle église fut alors construite à partir de 1787 sous la direction du prêtre paroissial, le frère Francisco Gonzales, et du gouverneur espagnol Domingo Libo-on. Elle fut édifiée sur le point le plus élevé de la ville et équipée de murs très épais pour la protéger des envahisseurs et des tremblements de terre. L'église fut achevée en 1797. 
Elle fut incendiée début du XXe siècle pendant la guerre américano-philippine et servit de quartier général et de baraquement pendant la Seconde guerre mondiale, ce qui endommagea sérieusement l'intérieur. Elle fut restaurée plusieurs fois, en 1948, 1959 et 1970.
En 1993, elle fut classée au patrimoine mondial par l'UNESCO avec trois autres églises de la période coloniale sous le nom collectif de « Églises baroques des Philippines ».

## Architecture
Comme les autres églises classées en 1993, l'église de Miagao est un exemple remarquable de l’interprétation du style baroque par les Philippins, caractérisé par la fusion de la conception et des méthodes de construction des églises européennes et des matériaux et motifs décoratifs locaux.
Ces églises présentent une apparence ramassée, monumentale et massive, qui évoque celle d’une forteresse protectrice face aux pirates et aux maraudeurs. Leur architecture est également adaptée aux conditions géologiques difficiles, puisque l’activité sismique est fréquente aux Philippines.

### Façade
La façade de l'église est flanquée de deux clochers. Elle est ornée de bas-reliefs qui dénotent un mélange d'influences espagnoles, chinoises et musulmanes, ainsi que des éléments traditionnels locaux. Sur le fronton est représenté Saint Christophe portant l'Enfant Jésus et un cocotier qui symbolise l'arbre de vie. Saint Christophe porte des vêtements traditionnels locaux. Le reste de la façade représente la vie quotidienne des habitants de Miagao à l'époque de la construction ainsi que la faune et la flore locale (papayes, noix de coco, palmiers).
Le saint patron de la ville, Saint Thomas de Villeneuve, est représenté au-dessus de la porte d'entrée. À gauche de la porte figure une statue de Saint Henri et à droite une statue du pape Pie VI.

### Clochers
Les deux clochers de taille inégales servaient également de tours de guet pour surveiller les attaques des Moros. Ils furent commandités par des prêtres différents ce qui explique leurs différences de style. 

## Galerie

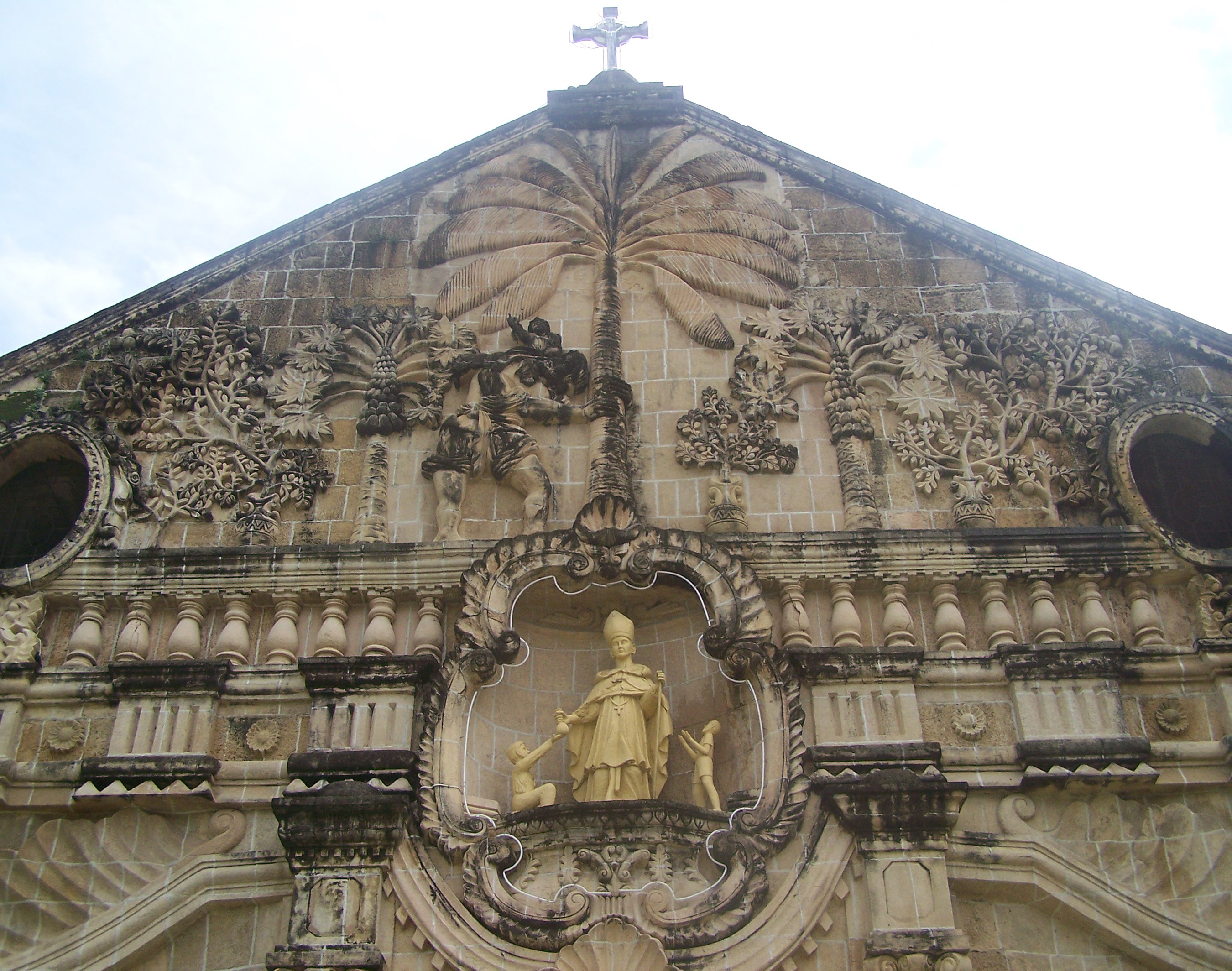
Façade de l'église avec bas-relief du fronton et statue de Saint Thomas de Villeneuve
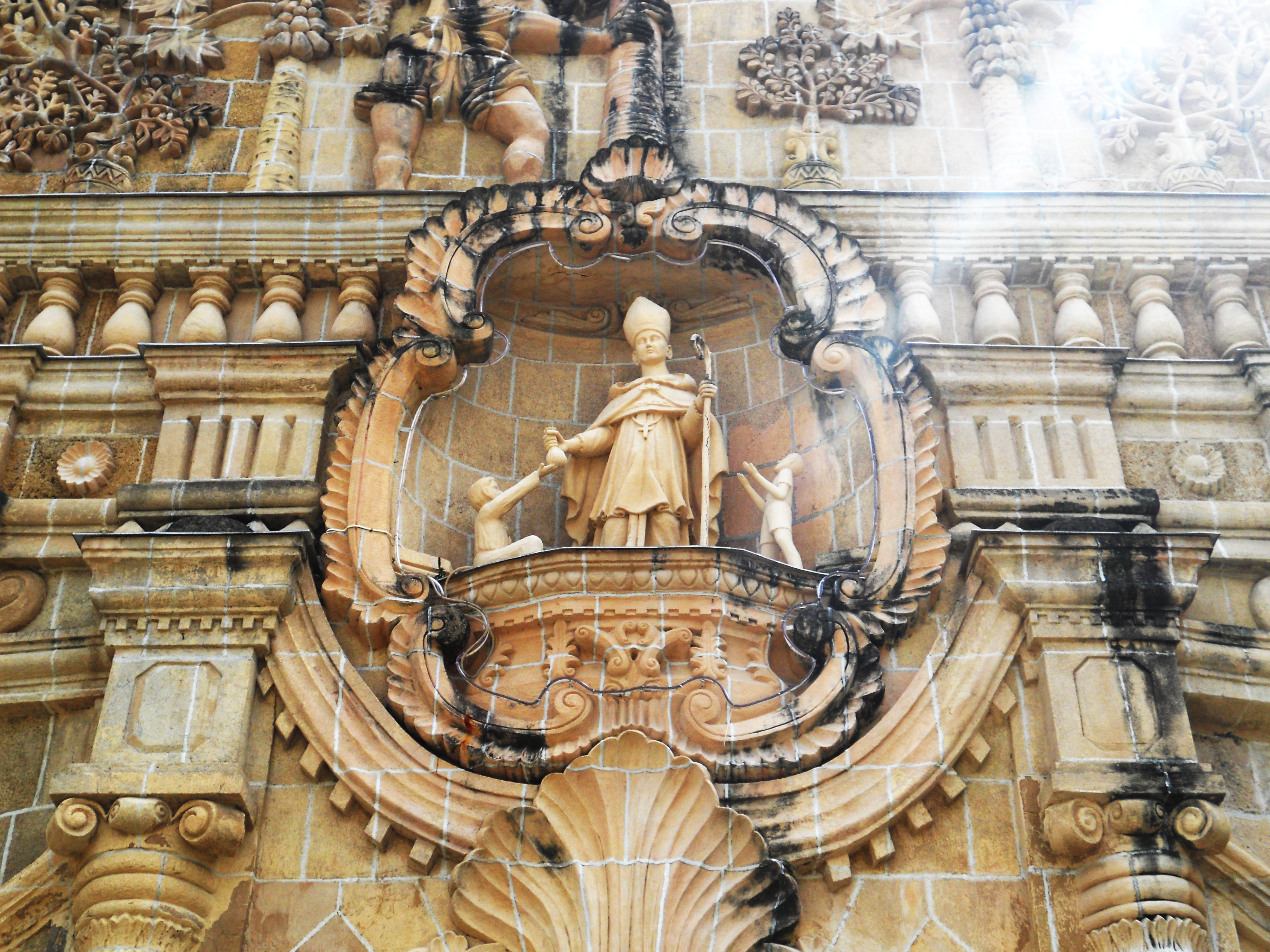
Statue de Saint Thomas de Villeneuve
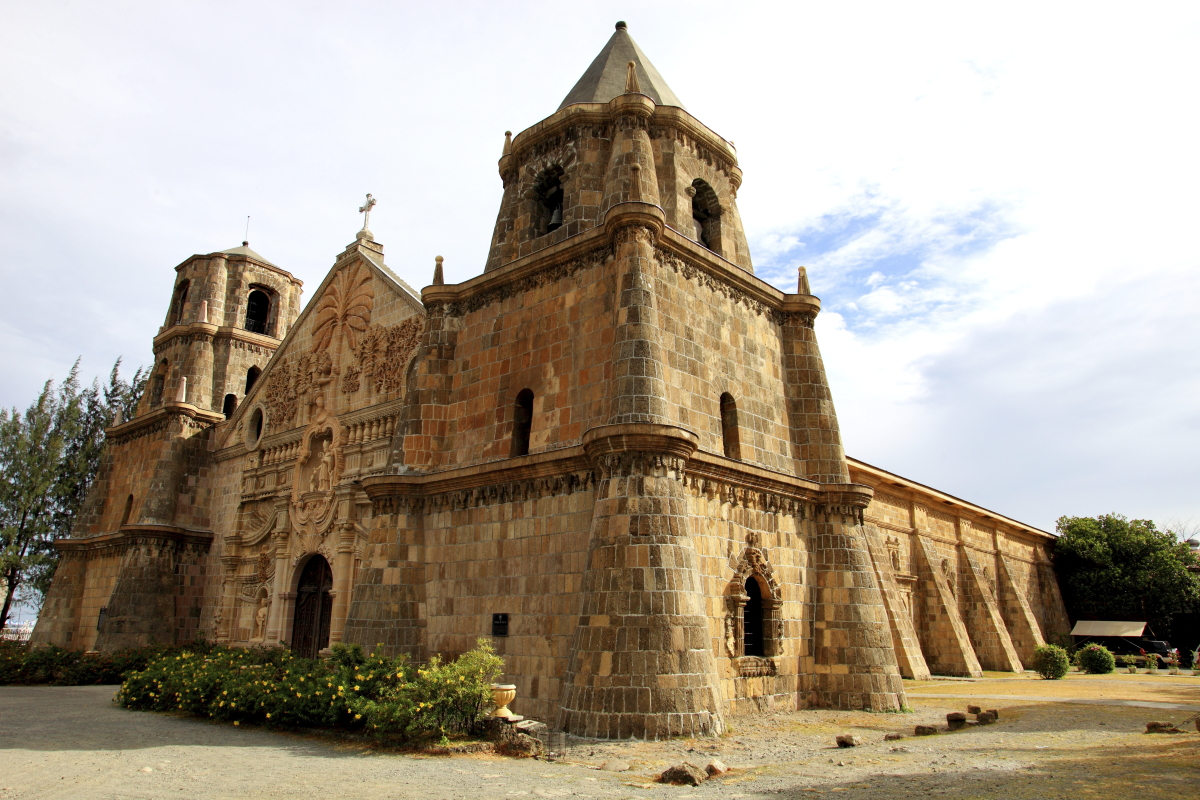
Clocher